# Amere Lattin
Amere Lattin (12 de julio de 1997) es un deportista de Estados Unidos que compite en atletismo. Ganó una medalla de plata en el Campeonato Mundial de Atletismo Sub-20 de 2016, en la prueba de 110 m vallas.